# Geraldine
Geraldine oder Géraldine ist ein weiblicher Vorname.

## Herkunft und Bedeutung
Geraldine war ursprünglich ein Adjektiv zum irischen Familiennamen FitzGerald („Sohn des Gerald“). Als weiblicher Vorname wurde er zuerst vom Dichter Henry Howard (1517–1547) verwendet. Später wurde er durch das Gedicht Christabel von Coleridge populär gemacht. Die Kurzform von Geraldine lautet Gerry.

## Geographie
- Geraldine (Neuseeland), ein Ort im Timaru District der Region Canterbury auf der Südinsel von Neuseeland.

## Namenstag
Der lettische Namenstag von Geraldine ist der 26. April.

## Namensträgerinnen
- Geraldine Apponyi (1915–2002), albanische Königin
- Géraldine Bazán (* 1983), mexikanische Schauspielerin
- Geraldine Chaplin (* 1944), US-amerikanische Schauspielerin
- Géraldine Danon (* 1968), französische Schauspielerin und Schriftstellerin
- Geraldine Farrar (1882–1967), US-amerikanische Opernsängerin
- Geraldine Ferraro (1935–2011), US-Kongressabgeordnete und erste weibliche Vizepräsidentenkandidatin
- Geraldine Fitzgerald (1913–2005), irisch-US-amerikanische Schauspielerin
- Geraldine Fitzpatrick (* 1958), australische Informatikerin und Professorin an der Technischen Universität Wien
- Géraldine Gaulier (* 1947), Schweizer Sängerin
- Geraldine Haacke-Guillaume (bürgerlich Geraldine Haacke; * 1982), deutsche Synchron- und Hörspielsprecherin
- Geraldine Hakewill (* 1987), australische Schauspielerin
- Geri Halliwell (eigentlich Geraldine Estelle Halliwell; * 1972), britische Pop-Sängerin
- Geraldine Heaney (* 1967), nordirisch-kanadische Eishockeyspielerin und -trainerin
- Geraldine James (* 1950), britische Schauspielerin
- Geraldine Kemper (* 1990), niederländische Fernsehmoderatorin
- Géraldine Laurent (* 1975), französische Jazzmusikerin (Altsaxophon)
- Geraldine McEwan (1932–2015), britische Film- und Theaterschauspielerin
- Géraldine Nakache (* 1980), französische Schauspielerin
- Géraldine Olivier (* 1967), Schweizer Sängerin von volkstümlichen Schlagern
- Géraldine Pailhas (* 1971), französische Schauspielerin
- Geraldine Page (1924–1987), US-amerikanische Schauspielerin
- Géraldine Raths (* 1990), deutsche Schauspielerin
- Geraldine Rauch (* 1982), deutsche Mathematikerin und Universitätspräsidentin
- Géraldine Reuteler (* 1999), Schweizer Fußballspielerin
- Géraldine Ruckstuhl (* 1998), Schweizer Siebenkämpferin
- Géraldine Savary (* 1968), Schweizer Politikerin (SP)
- Géraldine Schwarz (* 1974), deutsch-französische Journalistin, Autorin und Dokumentarfilmerin
- Geraldine Somerville (* 1967), irische Schauspielerin
- Geraldine Viswanathan (* 1995), australische Schauspielerin